# Samtgemeinde Mittelweser
In der Samtgemeinde Mittelweser aus dem niedersächsischen Landkreis Nienburg/Weser haben sich fünf Gemeinden zur Erledigung ihrer Verwaltungsgeschäfte zusammengeschlossen. Verwaltungssitz ist Stolzenau, in Landesbergen befindet sich eine Außenstelle mit Bürgerbüro.

## Samtgemeindegliederung
Mitgliedsgemeinden sind
- Estorf
- Husum
- Landesbergen
- Leese
- Stolzenau

## Geschichte
Die Samtgemeinde entstand zum 1. November 2011 aus dem Zusammenschluss der Samtgemeinde Landesbergen und der samtgemeindefreien Gemeinde Stolzenau.

## Politik

### Samtgemeinderat
Der Rat der Samtgemeinde Mittelweser besteht aus 32 Ratsfrauen und Ratsherren. Dies ist die festgelegte Anzahl für eine Gemeinde mit einer Einwohnerzahl zwischen 15.001 und 20.000 Einwohnern. Die Ratsmitglieder werden durch eine Kommunalwahl für jeweils fünf Jahre gewählt. Neben den 32 in der Samtgemeindewahl gewählten Mitgliedern ist außerdem der hauptamtliche Samtgemeindebürgermeister im Rat stimmberechtigt.
Die Samtgemeinderatswahl am 12. September 2021 führte zu folgender Sitzverteilung:
| - CDU: 13 Sitze - SPD: 10 Sitze - WG Mittelweser: 1 Sitz - GRÜNE: 3 Sitze - Piraten: 1 Sitz - Unabhängige: 3 Sitze - FDP: 1 Sitz | Samtgemeinderatswahl 2021Wahlbeteiligung: 55,84 % 403020100 39,33 %30,15 %4,29 %9,42 %1,63 %4,64 %10,54 % CDUSPDWG McGrünePiratenFDPUnab.gAnmerkungen:c Wählergemeinschaft Mittelweserg Unabhängige für Mittelweser |

### Samtgemeindebürgermeister
Bernd Müller war seit 1. November 2011 Samtgemeindebürgermeister. Bei der Bürgermeisterwahl am 11. September 2016 trat er nicht erneut an. Als einziger Bewerber wurde Jens Beckmeyer (SPD) mit 79,0 % der Stimmen zum Samtgemeindebürgermeister gewählt. Am 12. September 2021 wurde Jens Beckmeyer mit 77,26 % der Stimmen in seinem Amt bestätigt.

### Wappen
Blasonierung: Durch einen unten grün gesäumten erhöhten silbernen Wellenbalken von Grün und Gold geteilt; oben links einen goldenen Stockanker, rechts eine goldene Windmühle und unten wachsend ein roter Stufengiebel, (sparrenweise belegt mit 5 silbernen Scheiben) mit sechs spitz bedachten aufgemauerten Ständern (und drei silbernen Spitzbogenfenstern).